# Guia Risari
Guia Risari (Milan, 14 août 1971) est une écrivaine, formatrice et traductrice italienne.

## Biographie
Née à Milan, Guia Risari obtient son baccalauréat au lycée Parini en 1990. Elle commence des études de philosophie morale à l' Université de Milan, dont elle sort diplômée en 1995 après une thèse sur Jean Améry. En parallèle de ses études, elle travaille comme journaliste pour l'Unità et comme éducatrice sociale. Elle participe également à une mission humanitaire dans un Camp de réfugiés à Klana.
Elle approfondit ses études surl'antisémitisme à travers son master en « Modern Jewish Studies » effectué en 1997 à l'Université de Leeds. Dès 1998, elle passe une longue période en France pour poursuivre ses études à Montpellier, Toulouse et Paris. Entre 1999 et 2008, elle se partage entre la Sorbonne et la Sapienza à Rome. Pendant cette même période, elle travaille comme bibliothécaire, professeur, traductrice, journaliste, écrivaine et conférencière, sans jamais abandonner le bénévolat. 
En plus d'écrire, elle traduit également ses propres œuvres, publiées en plusieurs langues. Ses études, le surréalisme, son intérêt envers les minorités et les enfants trouvent leur forme dans l'écriture, à laquelle elle se consacre depuis 2001.

## Production littéraire
À l'exception des traductions et des essais, les travaux de Guia Risari sont généralement accompagnés d’illustrations de différents artistes : par exemple les couleurs d’Elisa Macellari pour Il decamerino ou de Cecco Mariniello pour Pane e Oro et La macchina di Celestino, des collages de Marc Taeger pour Achille il puntino ou des illustrations au crayon d’Arianna Floris pour La porta di Anne.
Il pescespada e la serratura illustré par Altan rappelle le jeu surréaliste du cadavre exquis. 
Le roman Il taccuino di Simone Weil illustré par Pia Valentinis raconte la vie et le contexte historique dans lequel vécut Simone Weil, sous la forme d'un journal intime imaginaire. Imprimé dans une typographie artisanale, il est agrémenté d’un marque-page, et le volume se présente sous la forme d’un véritable carnet : les pages sont en « papier naturel réalisé en fibres de coton » et la reliure est fermée par un élastique. 
LaTerre La terre respire, avec les aquarelles d'Alessandro Sanna, est « un hymne à la puissance de la nature » ; Le chat âme, illustré par Ghislaine Herbéra, raconte l'histoire d'un animal guide, sorte de double ancestral ; Le Petit Chaperon bleu, avec les images de Clémence Pollet, est une version surréaliste du Petit Chaperon Rouge.

### Livres pour enfants et romans
Les écrits pour la jeunesse de Guia Risari s’inscrivent dans le nouveau modèle littéraire italien du XXIe siècle, à travers lequel on propose aux enfants une littérature active et critique, et où ils sont encouragés à se réapproprier la réalité de manière créative. L’enfant qui est le personnage de  Pane e oro, par exemple, parvient à sortir de son humble condition grâce à l’imagination, à l’aide d’une feuille et d’un crayon. 
Achille il puntino, publié également en Espagne, donne aux petits lecteurs les outils pour découvrir de nouveaux mondes à travers l’oralité, la lecture et l’écriture. À travers les métamorphoses successives, le point permet de visualiser des formes anthropomorphiques et pousse les enfants à se poser des questions sur le corps humain, objet de curiosité et de mystère. 
Le « pouvoir salvateur de l’imagination » contraste aussi avec la réalité la plus tragique, comme celle d'Anne Frank, que Guia Risari revisite dans La porta di Anne, dans laquelle est racontée la persécution des juifs. Il s’agit d’une transposition créative et chorale de ses études sur l'antisémitisme. 
Son roman Il viaggio di Lea fait partie des finalistes du « Prix Strega Ragazze e Ragazzi », catégorie + de 11 ans.

### Études sur l'antisémitisme
Guia Risari s'est intéressée à l'antisémitisme d’un point de vue philosophique au cours de ses études universitaires à Leeds et a analysé plus précisément l’antisémitisme italien à travers l’œuvre de Giorgio Bassani. Elle fait référence à l’approche critique de l' École de Francfort et à l'analyse conduite par Zygmunt Bauman sur le rapport entre modernité et holocauste, à partir de laquelle les caractéristiques de l’époque moderne (ordre, homogénéité et fonctionnalité) ont renforcé l’ancien préjugé contre les Juifs, de plus en plus perçus comme « l’autre », « le différent », devant être isolé et détruit. Pour la première fois, la machine bureaucratique se charge de cette tâche, déresponsabilisant les individus. 
En s’appuyant sur Il romanzo di Ferrara de Giorgio Bassani, Guia Risari étudie également l’aspect des témoignages littéraires de l’holocauste. La littérature de l’holocauste, à travers plusieurs stades du journal intime, à l'essai, de la poésie au récit se change en instrument de commémoration, d’interprétation et d’élaboration des évènements et des traumatismes. Dans Il romanzo di Ferrara, Guia Risari reconnaît la complexité d’une œuvre qui est « en même temps historique, narrative, et personnelle », où Bassani est à la fois « reporter et témoin, qui décrit, avec une conscience croissante, la scène d’un traumatisme personnel et collectif, tout en conservant le calme. Bassani insiste en effet sur la nécessité de préserver la mémoire d’un événement, l’holocauste, qui a frappé une partie de l’humanité, et non sur la commisération pour les victimes ni sur la férocité des massacres : ce qu’il revendique est le droit à l’existence de n’importe quel être vivant. 
Dans The document within the walls, écrit en anglais, Guia Risari sonde les récits de Bassani avec précision, allant jusqu’à vérifier le nombre de morts inscrit sur la plaque dans Una Lapide in via Mazzini et utilisant un modèle d’interprétation qui se sert à la fois des moyens de la critique littéraire et de ceux de la critique sociologique . Le but de ses recherches est d’examiner l’antisémitisme en Italie pendant la période fasciste tel qu’il est décrit dans Il romanzo di Ferrara, qui doit être considéré non pas comme un « simple recueil de récits, mais un véritable document » de l’intégration juive et de la trahison italienne, de la persécution fasciste à la douloureuse désillusion des victimes. L’auteure exprime ses doutes sur le « mythe du bon italien », qui voudrait que la persécution des Juifs en Italie eût été moins féroce qu’en Allemagne. 
Dans Jean Améry : Il risentimento come morale, œuvre dérivée de sa thèse et pour laquelle elle a obtenu cinq prix littéraires, l’auteure suggère une réinterprétation de la notion de ressentiment, qu’elle voit comme « l’unique façon de moraliser la vie et l’histoire ». Le ressentiment des survivants des camps de concentration devient la seule manière d’amender l’histoire, sans l’oublier ni lui pardonner, et se trouve repensé, dans le sillage d’Adorno et de Horkheimer, pour s’affranchir de sa condition de pathologie malsaine. Améry rend public son sentiment, sans fausse pudeur : « l’intuition fondamentale d’Améry consiste précisément dans le fait d’avoir compris l’ambivalence complexe du ressentiment, qui est un refus du présent et, en même temps, un lien émotionnel, existentiel, au passé », un « mouvement polymorphe de l’âme, qui permet de conserver et de revivre la mémoire de l’offense sans se heurter à l’usage de la raison critique ». 
Guia Risari reprend l’idée de la nécessité de ne pas oublier dans son introduction à l’édition italienne du  Sang du ciel de Piotr Rawicz, qu’elle traduit. Elle questionne à nouveau le double rôle de l’auteur comme témoin et narrateur de l’holocauste, réaffirmant l’importance de donner voix à la douleur causée par d’autres sans raison, afin que la mémoire ne soit pas perdue.

## Œuvres

### Essais
- (en) The document within the walls : the romance of Bassani, Troubador, 2004 (1re éd. 1999) (ISBN 1-899293-66-3)
- Jean Améry : il risentimento come morale, Franco Angeli, 2002 (ISBN 88-464-3402-1)
- Un ciel de sang et de cendres : Piotr Rawicz et la solitude du témoin (AA. VV.), Editions Kimé, 2013, 131-135 p. (ISBN 978-2-84174-609-5)
- Jean Améry : il risentimento come morale, Castelvecchi, 2016 (ISBN 978-88-6944-607-8)
- Il diario di Anna Frank, Mondadori, 2019 (ISBN 978-88-04-71865-9)

### Romans
- Il taccuino di Simone Weil (ill. P. Valentinis), RueBallu, 2014 (ISBN 978-88-95689-15-9)
- Il decamerino (ill. E. Macellari), Oscar Mondadori, 2015 (ISBN 978-88-04-65563-3)
- La porta di Anne (ill. A. Floris), Mondadori, 2016 (ISBN 978-88-04-65888-7)
- Il viaggio di Lea (ill. I. Bruno), EL Einaudi Ragazzi, 2016 (ISBN 978-88-6656-330-3)
- Gli amici del fiume (ill. G. Rossi), San Paolo Ragazzi, 2017 (ISBN 978-88-215-9972-9)
- Così chiamò l'Eterno, Stampa Alternativa, 2018 (ISBN 978-88-6222-634-9)
- Il filo della speranza, Settenove, 2021 (ISBN 9788890860584)
- I giorni di Alban (ill. F. Gambatesa), Giunti, 2023 (ISBN 978-88-099-438-10)
- Notizie dalla fattoria Sottolmo (ill. A. Oberosler), Sabir, 2025 (ISBN 9788831460828)

### Histoires
- Digestione, 2001
- Il segreto di Miguel la Lune, 2001
- Nuit palestinienne, 2002
- Maemi, 2003
- Diario di Milaidis de los Angeles Casanova Carmina, 2003
- Le ore di Busan, 2003
- Les départs, 2004
- Dudé, 2005
- L'editto, 2006
- Pecore in Terra Santa, 2008
- In quella strada, 2009
- La moglie di Barbablú, 2010
- Quarto di luna, 2011
- Loris, 2012
- Il soffio millenario, 2012
- Colasabbia, 2012
- Le disavventure di Casanova, 2013
- In quella strada, 2013
- Chiave di pioggia, 2014
- I pescatori, 2015
- Il poeta, 2015
- L'angelo dell'amore, 2015
- I giorni della prigione , 2016

### Poésie
- Quattro stagioni, 2002
- J'ai vu, 2003
- Le Maître, 2015

### Théâtre
- La pietra e il bambino; La Pierre et l'Enfant , mis en scène en italien et en français par la compagnie Teatro Gioco Vita 2013
- I canti dell'albero , mis en scène par la compagnie Controluce 2019

### Surréalisme
- L'alfabeto dimezzato (ill. Chiara Carrer), Beisler, 2007 (ISBN 978-88-7459-013-1)
- Il pesce spada e la serratura (ill. Francesco Tullio Altan), Beisler, 2007 (ISBN 978-88-7459-012-4)

### Littérature jeunesse
- Pane e oro (ill. Cecco Mariniello), F. Panini Ragazzi, 2004 (ISBN 88-8290-647-7)
- La macchina di Celestino (ill. Cecco Mariniello), Lapis, 2006 (ISBN 88-7874-014-4)
- (es) Aquiles el puntito (ill. Marc Taeger), Kalandraka, 2006 (ISBN 84-96388-35-2)
- (ca) Aquil.les el puntet (trad. Joao Barahona), Kalandraka-Hipòtesi, 2006 (ISBN 84-934380-0-6)
- (gl) Aquiles o puntiño (trad. Xosé Ballesteros), Kalandraka, 2006 (ISBN 84-8464-568-1)
- Achille il puntino (ill. Marc Taeger), Kalandraka, 2008 (ISBN 978-88-95933-03-0)
- (pt) Aquiles o pontinho (trad. Elisabete Ramos), K alandraka Portugal, 2008 (ISBN 978-972-8781-84-2)
- Il cavaliere che pestò la coda al drago (ill. Ilaria Urbinati), EDT-Giralangolo, 2008 (ISBN 978-88-6040-348-3)
- La terre respire (ill. Alessandro Sanna), MeMo, 2008 (ISBN 978-2-35289-036-2)
- Le chat âme (ill. Ghislaine Herbéra), Editions MeMo, 2010 (ISBN 978-2-35289-094-2)
- La coda canterina (ill. Violeta Lopiz), Topipittori, 2010 (ISBN 978-88-89210-48-2)
- Gli occhiali fantastici (ill. Simone Rea), Franco Cosimo Panini, 2010 (ISBN 978-88-570-0176-0)
- Le Petit Chaperon bleu (ill. Clémence Pollet), Le Baron Perché, 2012 (ISBN 978-2-36080-054-4)
- (es) Caperucita azul (ill. Clémence Pollet), Ediciones Castillo, 2013 (ISBN 978-607-463-930-8)
- (es) El regalo de la giganta (ill. Beatriz Martin Terceño), A Buen Paso, 2013 (ISBN 978-84-941579-0-5)
- Je m'appelle Nako (ill. Magali Dulain), Le Baron Perché, 2014 (ISBN 978-2-36080-099-5)
- Il regalo della gigantessa, Buk Buk, 2015 (ISBN 978-88-98065-10-3)
- (pt) O presente da giganta, MOV Palavras, 2015 (ISBN 978-85-68590-21-8)
- (es) El vuelo de la familia Knitter (ill. Anna Castagnoli), A Buen Paso, 2016 (ISBN 978-84-944076-9-7)
- Il volo della famiglia Knitter (ill. Anna Castagnoli), Bohem Press, 2016 (ISBN 978-88-95818-72-6)
- Se fossi un uccellino (ill. Simona Mulazzani), Eli-La Spiga edizioni, 2016 (ISBN 978-88-468-3564-2)
- Il pigiama verde (ill. Andrea Alemanno), Coccole Books, 2016 (ISBN 978-88-98346-62-2)
- I tre porcellini d'India (ill. Valeria Valenza), Eli-La Spiga edizioni, 2017 (ISBN 978-88-468-3639-7)
- Gli amici del fiume (ill. Giulia Rossi), San Paolo, 2017 (ISBN 978-88-215-9972-9)
- La tigre di Anatolio (ill. Giulia Rossi), Beisler, 2018 (ISBN 978-88-7459-057-5)
- Elia il camminatore (ill. Giulia Rossi), San Paolo, 2018 (ISBN 978-88-922-1410-1)
- La stella che non brilla (ill. Gioia Marchegiani), Gribaudo Editore, 2019 (ISBN 978-88-580-2322-8)
- Una gallina nello zaino (ill. Anna Laura Cantone), Terre di Mezzo, 2019 (ISBN 978-88-6189-521-8)
- Ada al contrario (ill. Francesca Bonanno), Settenove, 2019 (ISBN 978-8898947423)
- Mamma cerca casa (ill. Massimiliano di Lauro), Paoline, 2019 (ISBN 978-8831551380)
- Mi chiamo Nako (ill. Paolo D'Altan), Paoline, 2020 (ISBN 978-8831551878)
- Molto molto orso. (ill. Laura Orsolini), Bohem Press, 2020 (ISBN 978-88-32137-11-8)
- Avanti tutta! (ill. Daniela Iride Murgia), Edizioni Corsare, 2020 (ISBN 978-8899136598)
- Le più belle storie della tradizione ebraica (ill. Cinzia Ghigliano), Edizioni Gribaudo, 2021 (ISBN 9788858029435)
- La terra respira (ill. Alessandro Sanna), Edizioni Lapis, 2021 (ISBN 978-8878748156)
- Le più belle fiabe regionali italiane (ill. Fabiana Bocchi), Edizioni Gribaudo, 2021 (ISBN 9788858038956)
- Baci (ill. Andrea Calisi), Edizioni Corsare, 2021 (ISBN 9788899136697)
- Non siamo angeli (ill. Alicia Baladan), Edizioni Settenove, 2022 (ISBN 9788898947744)
- Voglio il mio mostro (ill. Ceylan Aran), Edizioni Lapis, 2022 (ISBN 9788878748774)
- In quel baule (ill. Laura Orsolini), Edizioni Bohem Press Italia, 2022 (ISBN 9788832137224)
- Non temere (ill. Daniela Tieni), Edizioni Lapis, 2023 (ISBN 9788878749160)
- Lupo di farina (ill. Alice Coppini), Edizioni Lapis, 2023 (ISBN 9788878748866)
- Una gallina in cattive acque (ill. Anna Laura Cantone), Edizioni Terre di Mezzo, 2023 (ISBN 979-12-5996-151-8)
- Viaggio di un bacio (ill. Elena Baboni), Edizioni Lapis, 2023 (ISBN 9788878749498)
- Splendide creature (ill. Cinzia Ghigliano), Edizioni Settenove, 2024 (ISBN 9791281477049)
- Mirabasso e Altamira (ill. Sergio Olivotti), Edizioni Lapis, 2024 (ISBN 9791255190189)
- Il gatto anima (ill. Ghislaine Herbéra), Edizioni Piuma, 2025 (ISBN 9788897443766)
- Sentiers (ill. Andrea Calisi), Cambourakis, 2025 (ISBN 9782366249903)
- Haiku per esplorare il mondo (ill. Maki Hasegawa), Giunti, 2025 (ISBN 9791223200605)
- Il tram numero fiore (ill. Federico Delicado), Kalandraka, 2025 (ISBN 9788413433462)

### Traductions
- Anne-Sophie Brasme (trad. Guia Risari), La mia migliore amica, Feltrinelli, 2002 (ISBN 88-07-70142-1)
- Tierno Monénembo (trad. Guia Risari), Il grande orfano, Feltrinelli, 2003 (ISBN 88-07-01629-X)
- Maryse Condé (trad. Guia Risari), La vita perfida, Edizioni e/o, 2004 (ISBN 88-7641-593-9)
- Marie Sellier (illustrazioni di Marion Lesage, traduzione di Guia Risari), L'Africa, piccolo Chaka..., L'Ippocampo, 2005 (ISBN 88-88585-73-7)
- Piotr Rawicz (saggio introduttivo e traduzione di Guia Risari), Il sangue del cielo, Giuntina, 2006 (ISBN 88-8057-252-0)
- Jill Murphy (trad. Guia Risari), Cinque minuti di pace, EDT-Giralangolo, 2006 (ISBN 88-6040-237-9)
- Jill Murphy (trad. Guia Risari), Una serata colorata, EDT-Giralangolo, 2006 (ISBN 978-88-6040-357-5)
- Jill Murphy (trad. Guia Risari), La signora Enorme dorme, EDT-Giralangolo, 2006 (ISBN 88-6040-263-8)
- Jill Murphy (trad. Guia Risari), Solo una fetta di torta, EDT-Giralangolo, 2006 (ISBN 978-88-6040-356-8)
- Nadia Roman (trad. Guia Risari), Il Risveglio, EDT-Giralangolo, 2006 (ISBN 88-6040-235-2)
- Laurence Cleyet-Merle (trad. Guia Risari), Il grande volo di Odilio, EDT-Giralangolo, 2006 (ISBN 88-6040-234-4)
- Sylvette Hachemi (trad. Guia Risari), Afganistan, EDT-Giralangolo, 2006 (ISBN 978-88-6040-214-1)
- Aude Le Morzadec (trad. Guia Risari), Cile, EDT-Giralangolo, 2006 (ISBN 978-88-6040-230-1)
- Barbara Martinez (trad. Guia Risari), Cina, EDT-Giralangolo, 2006 (ISBN 978-88-6040-213-4)
- Séverine Bourguignon (trad. Guia Risari), Dedi e il riso di Giava, EDT-Giralangolo, 2006 (ISBN 978-88-6040-225-7)
- Mohamed Ad-Daïbouni (trad. Guia Risari), Fatna e la bianca Tetouan, EDT-Giralangolo, 2006 (ISBN 978-88-6040-227-1)
- Marc-Henry Debidour (trad. Guia Risari), Giappone, EDT-Giralangolo, 2006 (ISBN 978-88-6040-229-5)
- Sylvette Bareau, Crescence Bouvarel et Camille Pilet (trad. Guia Risari), India, EDT-Giralangolo, 2006 (ISBN 978-88-6040-350-6)
- Etienne Appert (trad. Guia Risari), Ravi e i pescatori di Goa, EDT-Giralangolo, 2006 (ISBN 978-88-6040-228-8)
- Françoise Guyon et Roger Orengo (traduzione e adattamento di Guia Risari), Thi Thêm e la fabbrica di giocattoli, EDT-Giralangolo, 2006 (ISBN 978-88-6040-351-3)
- Séverine Bourguignon (trad. Guia Risari), Il Tukul di Yussuf, EDT-Giralangolo, 2006 (ISBN 2-84166-265-9)
- Jacquie Wines (traduzione e adattamento di Guia Risari), Il pianeta lo salvo io...in 101 mosse!, EDT-Giralangolo, 2007 (ISBN 88-6040-252-2)
- Jean de La Fontaine (illustrazioni di Thierry Dedieu, nuova traduzione di Guia Risari), Favole di La Fontaine, vol. 2, L'Ippocampo, 2007 (ISBN 88-95363-95-7)
- Jean de La Fontaine (illustrazioni di Thierry Dedieu, nuova traduzione di Guia Risari), Favole di La Fontaine, vol. 1, L'Ippocampo, 2007 (ISBN 88-95363-94-9)
- Anne-Sophie Brasme (nuova traduzione di Guia Risari), La mia migliore amica, Kowalski, 2008 (ISBN 2-213-61030-4)
- David Benedictus (trad. Guia Risari), Ritorno al bosco dei cento acri, Nord-Sud, 2009 (ISBN 978-88-8203-941-7)
- Michael Hoeye (trad. Guia Risari), Il tempo delle rose, Salani, 2009 (ISBN 978-88-8451-978-8)
- Jakob Grimm et Wilhelm Grimm (trad. Guia Risari), Biancaneve, Nord-Sud, 2009 (ISBN 978-88-8203-923-3)
- Dav Pilkey (trad. Guia Risari), I coniglietti tontoloni, Nord-Sud, 2009 (ISBN 978-88-8203-897-7)
- Dav Pilkey (trad. Guia Risari), Largo ai coniglietti tontoloni, Nord-Sud, 2009 (ISBN 978-88-8203-898-4)
- Jan Fearnley (trad. Guia Risari), Marta sta nel mezzo, Nord-Sud, 2009 (ISBN 978-88-8203-924-0)
- Sylvain Trudel (trad. Guia Risari), Le chiavi della notte, ALET, 2010 (ISBN 978-88-7520-157-9)
- Robert Marich (trad. Guia Risari), Non solo baci. I più grandi film d'amore, White Star, 2010 (ISBN 88-540-1528-8)
- Tonino Benacquista (trad. Guia Risari), Gli uomini del giovedì, e/o, 2012 (ISBN 978-88-6632-112-5)
- David Almond (trad. Guia Risari), Il bambino che si arrampicò fino alla luna, Salani, 2012 (ISBN 978-88-6256-829-6)
- Dominique Demers (trad. Guia Risari), Sos: nuova prof., EL Einaudi ragazzi, 2017 (ISBN 978-88-6656-375-4)
- Claire Cantais (trad. Guia Risari), Il mio supoerserciziario femmnista, Edizioni Settenove, 2020 (ISBN 9788898947416)
- Emily Dickinson (trad. Guia Risari), Una goccia sul melo, EL Einaudi ragazzi, 2021 (ISBN 9788866566397)
- Remy Charlip (trad. Guia Risari), Sottobraccio, Edizioni Primavera, 2021 (ISBN 9788885592322)
- Rosie Haine (trad. Guia Risari), La nudità che male fa?, EL Edizioni Settenove, 2021 (ISBN 9788898947621)

.